# Necropoli di Pian di Mola

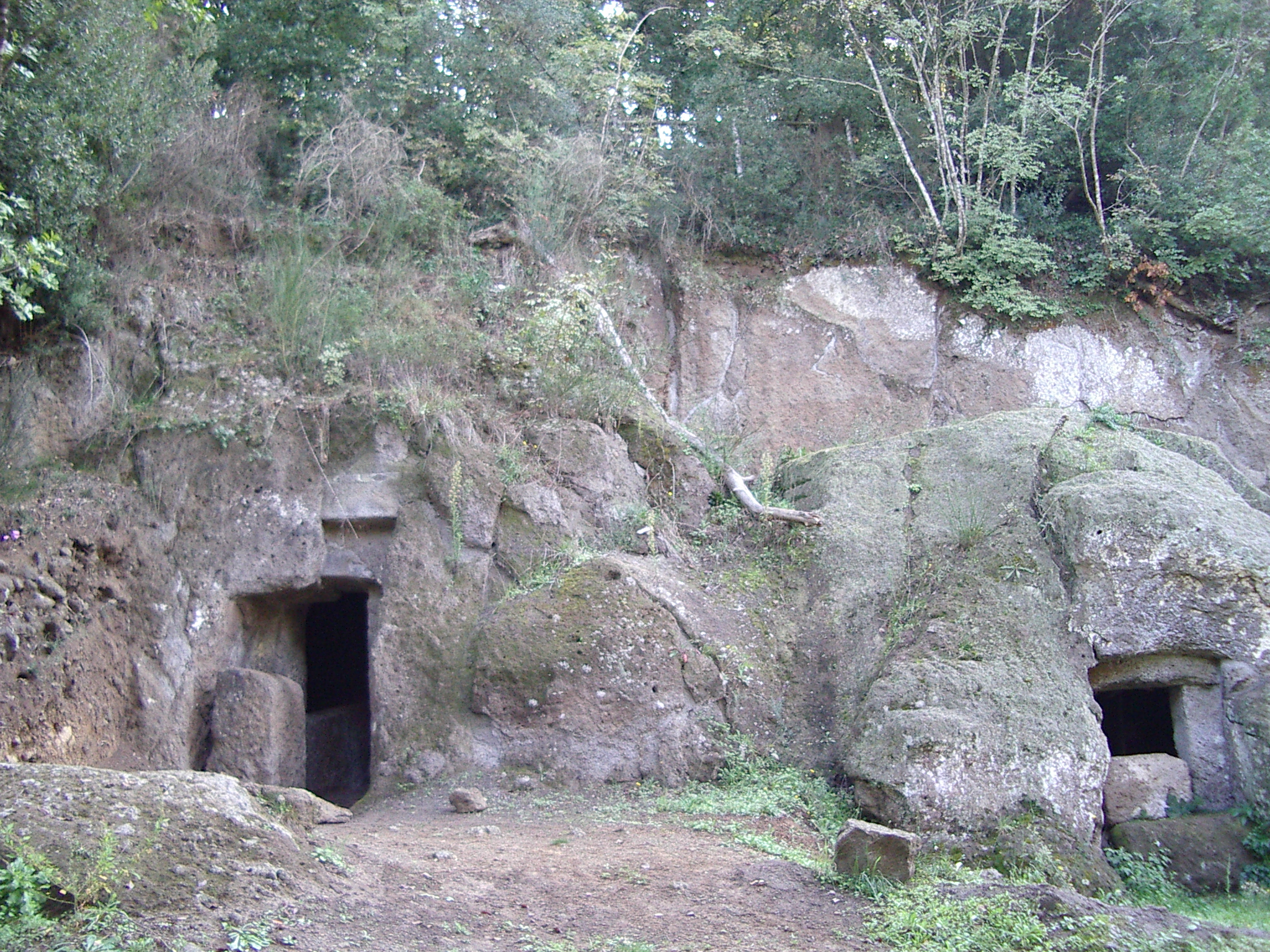
Tomba rupreste a dado

La Necropoli di Pian di Mola è una necropoli etrusca che si trova a Tuscania in provincia di Viterbo.

## Descrizione
La Necropoli si trova vicino alla Necropoli di Peschiera, sul rilievo opposto passato il fosso Maschiolo.
I sepolcri sono riferibili al periodo tra il VII e il I secolo a.C. . Si tratta di una serie di tombe a dado allineate, tra le quali spicca la tomba a Casa con portico. Il tetto di questo sepolcro era ornato con statue di sfingi e leoni, ed una scala laterale permetteva di accedere su di un terrazzo.
I reperti provenienti dalla necropoli sono ora esposti al Museo archeologico nazionale Tuscanese.